# 釋心平
釋心平（1938年—1995年4月7日），台灣宜蘭縣人，世壽五十八，僧臘三十三，戒臘三十二。
於1963年披剃於星雲法師座下，先後受業於東方佛教學院、中國佛教研究院、曾任佛光山壽山寺監院、彰化福山寺、宜蘭雷音寺住持、佛光山長老院院長。1967年星雲法師於開創佛光山之後，擔任第一、二任宗長，為了遵守制度，堅持退位，傳法 心平法師為臨濟正宗第四十九世傳人，法名智宗，繼任第三、四任住持。

## 悼念
除時任中華民國總統兼中國國民黨主席李登輝弔唁「慧炬長明」外、時任中華民國副總統兼中國國民黨副主席李元簇、韓國松廣寺菩成法師、罗马教廷宗教協談委員會主席Francis Arinze枢机表示致意。

## 紀念日
- 佛光山寺男眾法師於每年國曆4月7日都需前往佛光山萬壽園的心平和尚紀念堂中諷頌金剛經，以提醒後輩精進不懈，以金剛之力弘揚佛法。

| 前任： 星雲法師 | 佛光山第三(代理)、四任住持 西元1985年—1995年 | 繼任： 心定和尚 |